# 1980年の自転車競技
1980年の自転車競技（1980ねんのじてんしゃきょうぎ）では1980年の自転車競技についてまとめる。

## 主なできごと
- 日本体育協会理事会、日本の1980年モスクワオリンピック不参加を決定（5月24日）。
- 中野浩一、松戸開設記念決勝戦で勝ち、日本プロスポーツ史上初の年間獲得賞金額1億円を突破（12月8日、最終的に1億1141万0600円）。
- 中野浩一、フランス・ブザンソンで行われた世界選手権・プロスクラッチ決勝で、尾崎雅彦を2-0で下し、同大会同種目4連覇を達成。また、アマチュア短距離種目で数々の世界タイトルを獲得したダニエル・モレロンがプロライセンスを取得して現役復帰し、同大会同種目に参加したが、準決勝で中野浩一に完敗。また、同大会終了直後に引退。
- プロケイリンが世界選手権で初めて行われ、ダニー・クラークが初の優勝者の座に就いた。
- ベルナール・イノー、ジロ・デ・イタリアを制し、史上4人目となるグランツール完全制覇を達成。
- ヤン・ラース、アムステルゴールドレース4連覇達成。
- フランチェスコ・モゼール、オクタヴ・ラピーズ以来史上2人目となるパリ〜ルーベ3連覇を達成。

## 主な成績

### ロードレース
- ブエルタ・ア・エスパーニャ：4月22日〜5月11日
  - 総合優勝：ファウスティノ・ルペレス（ スペイン、Zor - Vereco） 88時間23分21秒
  - ポイント賞：ショーン・ケリー（ アイルランド）
  - 山岳賞：フアン・フェルナンデス（ スペイン）
- ジロ・デ・イタリア：5月15日〜6月8日
  - 総合優勝：ベルナール・イノー（ フランス、ルノー・ジタヌ） 112時間8分20秒
  - ポイント賞：ジュゼッペ・サロンニ（ イタリア）
  - 山岳賞：クラウディオ・ボルトロット（ イタリア）
- ツール・ド・フランス：6月22日〜7月20日
  - 総合優勝：ヨープ・ズートメルク（ オランダ、TI・ローリー） 109時間19分14秒
  - ポイント賞：ルディ・ペヴェナーフ（ ベルギー）
  - 山岳賞：レイモン・マルタン（ フランス）
- 世界選手権・プロロードレース：8月30日、 フランス・サランシュ
  - 優勝：ベルナール・イノー（ フランス） 7時間32分16秒
- ミラノ〜サンレモ：3月19日
  - 優勝：ピエリーノ・ガヴァッツィ（ イタリア）
- ロンド・ファン・フラーンデレン：3月30日
  - 優勝：ミシェル・ポランティエール（ ベルギー）
- パリ〜ルーベ：4月13日
  - 優勝：フランチェスコ・モゼール（ イタリア）
- リエージュ〜バストーニュ〜リエージュ：4月20日
  - 優勝：ベルナール・イノー（ フランス）
- ジロ・ディ・ロンバルディア：10月18日
  - 優勝：フォンス・デ・ウォルフ（ ベルギー）
- スーパープレスティージュ
  - 優勝：ベルナール・イノー（ フランス）

### トラックレース

#### 競輪
- 日本選手権競輪：決勝日・3月26日 前橋競輪場
  - 優勝：吉井秀仁（千葉）
- 高松宮杯競輪：決勝日・6月3日 びわこ競輪場
  - 優勝：藤巻昇（北海道）
- オールスター競輪：決勝日・9月30日 平競輪場
  - 優勝：中野浩一（福岡）
- 競輪祭：競輪王戦決勝日・11月25日、新人王戦決勝日・11月23日 小倉競輪場
  - 全日本競輪王戦優勝：中野浩一（福岡）
  - 全日本新人王戦優勝：亀川修一（兵庫）
- 賞金王：中野浩一（福岡） - 111,410,600円

### シクロクロス
- 世界選手権自転車競技大会： スイス・ヴェツィコン
  - プロ優勝：ローラン・リボトン（ ベルギー）

## 誕生
- 1月2日 : ジェローム・ピノー ( フランス)
- 1月4日 : ヤロスラフ・ポポヴィッチ  ウクライナ
- 1月7日 : ダビ・アロヨ  スペイン
- 1月24日 : レベッカ・ロメロ ( イギリス・女子)
- 4月25日 : アレハンドロ・バルベルデ　 スペイン
- 6月20日 : ファビアン・ヴェークマン ( 西ドイツ→ ドイツ)
- 7月26日 : ファビアン・バレル ( フランス)
- 8月16日 : ジュリアン・アプサロン ( フランス)
- 9月11日 : クリストフ・ル・メヴェル ( フランス)
- 9月20日 : ウラディミール・カルペツ　( ソビエト連邦→ ロシア)
- 9月24日 : ダニエーレ・ベンナーティ ( イタリア)
- 10月15日 : トム・ボーネン ( ベルギー)
- 12月20日 : ミヒャエル・アルバジーニ ( スイス)

## 死去
- 10月6日：ジャン・ロビック ( フランス、*1921年)